# SpaceX Crew Dragon Demo 2
SpaceX Crew Dragon Demo 2 è stata la missione del volo di prova con equipaggio della capsula Crew Dragon di SpaceX, battezzata "Endeavour"  da Hurley e Behnken in onore dello Space Shuttle Endeavour , il veicolo spaziale sul quale entrambi volarono per primi, rispettivamente nelle missioni STS-127 e STS-123. È stato il primo volo orbitale con equipaggio di un veicolo statunitense dall'ultimo lancio del programma Space Shuttle avvenuto nel luglio del 2011.
Il lancio, fissato inizialmente per il 27 maggio 2020 alle 20:32 UTC, dopo essere stato rimandato a causa di condizioni meteo avverse, è avvenuto il 30 maggio 2020 alle ore 15:22 EDT (19:22 UTC). Il giorno successivo l'equipaggio ha attraccato al modulo Harmony della ISS per prendere parte all'Expedition 63.
Domenica 2 agosto 2020 alle 1:34 UTC la capsula ha iniziato la separazione dalla Stazione Spaziale Internazionale. L'ammaraggio è avvenuto alle 18:48 UTC nel Golfo del Messico al largo della città costiera di Pensacola, in Florida, come previsto.
A seguito del successo di questa missione, la navicella Crew Dragon venne certificata come navicella per il volo spaziale con equipaggio. Il lancio della prima missione operativa della Crew Dragon, denominata SpaceX Crew-1, è avvenuto lunedì 16 novembre all’1:27 ora Italiana

## Preparazione

### Preparazione della navicella
A seguito del successo della Demo 1 nel marzo 2019, il lancio venne fissato per luglio dello stesso anno, preceduto di un mese dal test di abbandono in volo. Inizialmente era previsto fosse una missione di prova con un equipaggio di due astronauti con una permanenza di 14 giorni sulla Stazione spaziale internazionale (ISS). Ad aprile 2019 però il lancio venne posticipato a data da destinarsi in attesa dei risultati dell'indagine sull'incidente avvenuto il 20 aprile che vide la distruzione della capsula utilizzata nella missione Demo 1 a seguito dei test a terra sui propulsori Draco e SuperDraco. Alla conclusione dell'investigazione e dopo aver preso le dovute contromisure, il 19 gennaio 2020 venne eseguito con successo il test di abbandono in volo.
A causa dei numerosi ritardi accumulati dal Commercial Crew Program (CCP), la NASA arrivò a dover chiedere passaggi extra alla russa Roscosmos per trasportare gli astronauti sulla Stazione Spaziale Internazionale. Proprio a causa dei ritardi al CCP la NASA valutò se la prima missione con equipaggio di SpaceX dovesse essere una missione breve, per eseguire ulteriori prove sulla capsula, oppure una missione di lunga durata, per aumentare il prima possibile il numero degli astronauti a bordo della ISS. Alla fine NASA e SpaceX scelsero un'opzione intermedia, la durata della missione doveva essere compresa tra uno e quattro mesi, la precisa durata sarebbe dipesa dalle condizioni del veicolo con il passare del tempo in orbita (la missione è poi durata circa 2 mesi). Questa scelta venne preferita a causa dei pannelli solari, la cui capacità di generare energia potrebbe diminuire con il passare del tempo in orbita. Una volta testati i pannelli durante la missione Demo 2, SpaceX garantirà una permanenza in orbita della sua navicella di 210 giorni.
Il 9 aprile 2020 l'amministratore della NASA Jim Bridenstine affermò di essere «abbastanza fiducioso» che gli astronauti avrebbero potuto volare sulla Stazione Spaziale Internazionale a bordo della Crew Dragon di SpaceX alla fine di maggio o all'inizio di giugno 2020, in attesa dei test finali dei paracaduti, delle revisioni dei dati e di un programma per evitare contagi causati dalla pandemia di COVID-19.
Il 17 aprile 2020 la NASA e SpaceX fissarono la data di lancio al 27 maggio 2020.
Il 23 aprile 2020 Bridenstine esortò gli appassionati di astronautica a non recarsi al Kennedy Space Center per vedere il lancio, e chiese di guardarlo in televisione o online a causa del COVID-19. La Demo 2 è stata quindi la prima missione spaziale con equipaggio a partire dagli Stati Uniti il cui lancio non ha avuto pubblico al Kennedy Space Center Visitor Complex. Tuttavia, alcuni membri della stampa hanno potuto assistere al lancio.
Il 1º maggio 2020, SpaceX ha dimostrato con successo il sistema di paracadute Mark 3, l'ultimo passo per l'approvazione della missione DM-2.

### Preparazione navicella al primo volo
La capsula Dragon C206 denominata Endeavour è stata sottoposta a test di interferenza elettromagnetica e ha completato i test acustici nel febbraio 2020. All'inizio di aprile 2020, la navicella si trovava nella struttura di elaborazione di SpaceX presso la Cape Canaveral Air Force Station, in Florida, per essere unita al modulo di servizio ed essere sottoposta ai test finali in preparazione del lancio di Demo-2. Il 15 maggio 2020 la navicella unita al modulo di servizio, è stata trasportata al Kennedy Space Center, dove nei giorni successivi fu installata sopra il Falcon 9. Successivamente il 21 maggio 2020 il Falcon 9 con abbordo la navetta Endeavour lasciò la struttura di elaborazione di SpaceX per essere trasportato sulla rampa di lancio LC-39A del Kennedy Space Center, dove venne sollevato e collegato alla struttura di servizio il 21 maggio 2020. I test di accensione statica dei motori furono completati il giorno successivo.

### Preparazione dell'equipaggio

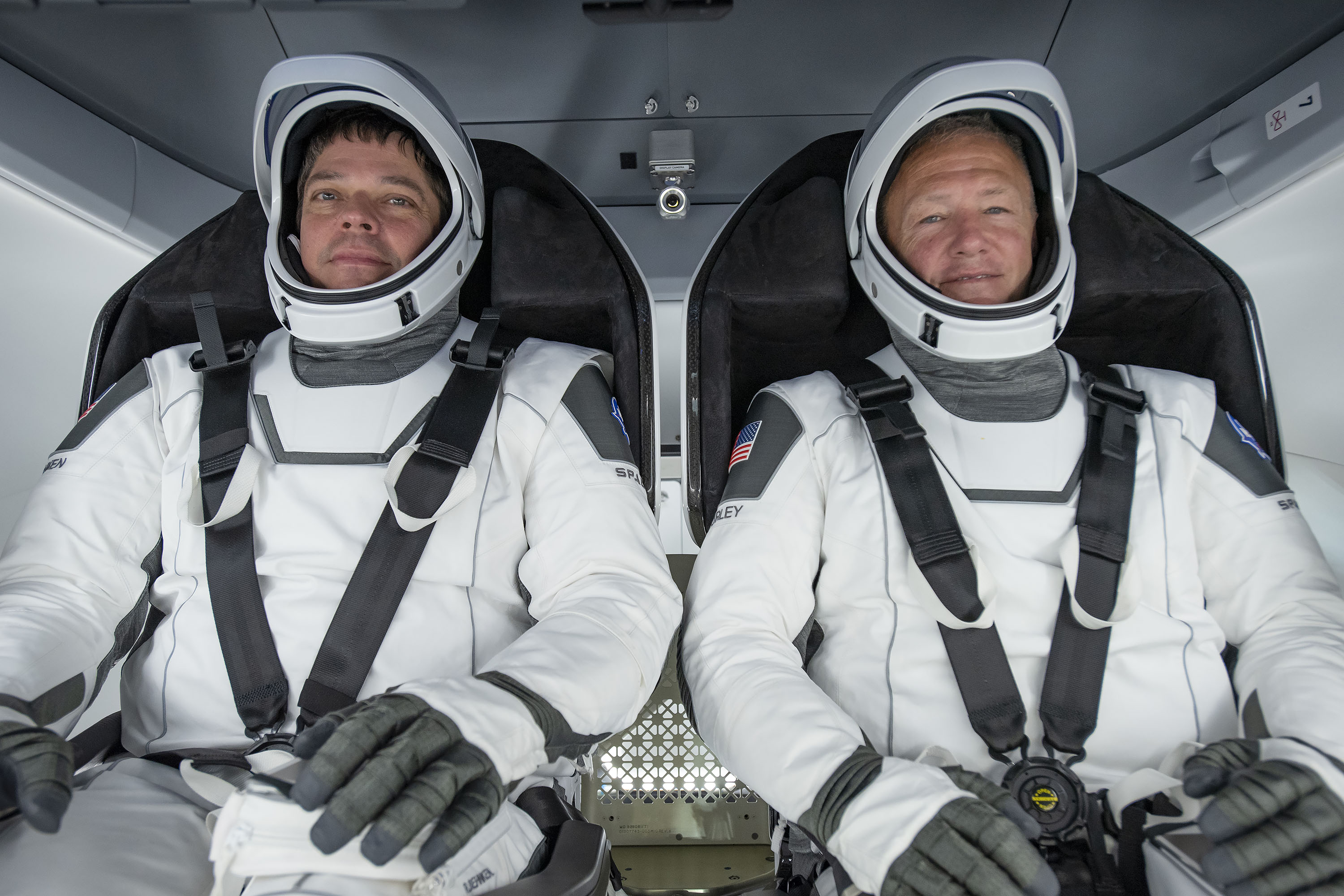
Behnken (a sinistra) e Hurley (a destra) durante le esercitazioni e prove critiche dei sistemi di volo all'interno di Crew Dragon nel marzo 2020

A luglio 2015 la NASA rese noti i nomi dei primi quattro astronauti assegnati ai voli di prova delle navicelle commerciali di SpaceX e Boeing: Robert Behnken, Douglas Hurley, Eric Boe e Sunita Williams. Nel periodo che passarono con le società studiarono e approfondirono le loro conoscenze sui sistemi e le loro abilità nel pilotare le nuove navicelle.
Nel 2018 gli astronauti vennero assegnati per le singole missioni e poterono concentrarsi meglio sulla navicella su cui avrebbero viaggiato. Essendo inizialmente una missione di breve durata, non era prevista una preparazione approfondita sugli attuali sistemi e attrezzature della ISS, ma a causa dei rinvii della missione i posti sulle Sojuz acquistati dalla NASA stavano finendo e perciò l'agenzia spaziale americana iniziò a pensare di prolungare la prima missione di prova. Con una permanenza più lunga però sarebbe stato necessario per l'equipaggio essere aggiornato sulla ISS, sugli esperimenti che avrebbero svolto e rinfrescare le conoscenze sulle attività extraveicolari (EVA) e sul Canadarm2. A questo proposito, a febbraio 2020 Behnken iniziò l'addestramento EVA e Hurley quello con il Canadarm2.
Dei cinque astronauti dell'Expedition 63, solo gli astronauti NASA Christopher Cassidy e Behnken, e il cosmonauta Anatolij Ivanišin vennero addestrati alle EVA sul segmento americano e sulle tute EMU. Nel maggio 2019 inoltre si addestrarono una settimana al Centro di addestramento cosmonauti nella Città delle Stelle per avere una conoscenza generale del segmento russo e delle azioni da compiere in caso di emergenza.
Il 13 maggio 2020 l'equipaggio entrò in quarantena per essere sicuri della propria salute al fine di salvaguardare loro e l'equipaggio già a bordo della ISS. Trascorrere l'ultimo periodo sulla Terra prima di una missione è prassi da decenni in tutti i Paesi con capacità di volo con equipaggio, e non solo in questo periodo d'emergenza per il COVID-19. Il 20 maggio l'equipaggio si trasferirà al Astronaut Crew Quarters del Kennedy Space Center per l'ultima settimana di quarantena e prepararsi al lancio.

### Decollo e ammaraggio
Il 17 aprile 2020, l'amministratore della NASA Jim Bridenstine annunciò che il lancio della navetta Crew Dragon Endeavour con la missione Demo-2 era fissato per il 27 maggio 2020 alle 20:32 UTC, ma il lanciò fu rimandato a causa delle condizioni meteo avverse. Il 30 Maggio 2020 è stata lanciata in orbita a bordo del razzo Falcon 9 decollato dalla rampa di lancio LC-39A del Kennedy Space Center, in Florida, verso la Stazione Spaziale Internazionale dove attraccò con successo il 31 Maggio al PMA-2/IDA-2 posto nel boccaporto anteriore del modulo Harmony alle ore 14:17 UTC con tre minuti di anticipo.

## Equipaggio
Il 3 agosto 2018 venne annunciato che l'equipaggio sarà composto da Doug Hurley e Bob Behnken, entrambi al loro terzo volo spaziale. Hurley prese parte a due missione Shuttle di breve durata in qualità di pilota verso la ISS, l'STS-127 e l'ultima missione Shuttle, l'STS-135; in questa missione sarà comandante del veicolo Crew Dragon e quindi al comando durante le operazioni di lancio, atterraggio e recupero della navicella. Anche Behnken prese parte a due missioni Shuttle, STS-123 e STS-130, come specialista di missione assegnato alle EVA; nella missione Demo 2 sarà comandante delle operazioni congiunte, responsabile quindi dell'equipaggio durante l'avvicinamento, l'attracco, lo sgancio del veicolo e durante tutta la permanenza sulla ISS.
| Ruolo                                 | Equipaggio                                    | Equipaggio                                    |
| ------------------------------------- | --------------------------------------------- | --------------------------------------------- |
| Comandante del veicolo                | Douglas Hurley, NASA Expedition 63 Terzo volo | Douglas Hurley, NASA Expedition 63 Terzo volo |
| Comandante delle operazioni congiunte | Robert Behnken, NASA Expedition 63 Terzo volo | Robert Behnken, NASA Expedition 63 Terzo volo |

### Equipaggio di riserva
L'11 aprile 2019 venne confermato dalla NASA, via Twitter, che l'equipaggio di riserva sarà composto dal comandante del veicolo Michael Hopkins e dal comandante delle operazioni congiunte Victor Glover.
| Ruolo                                 | Equipaggio                         | Equipaggio                         |
| ------------------------------------- | ---------------------------------- | ---------------------------------- |
| Comandante del veicolo                | Michael Hopkins, NASA Secondo volo | Michael Hopkins, NASA Secondo volo |
| Comandante delle operazioni congiunte | Victor Glover, NASA Primo volo     | Victor Glover, NASA Primo volo     |

## Missione

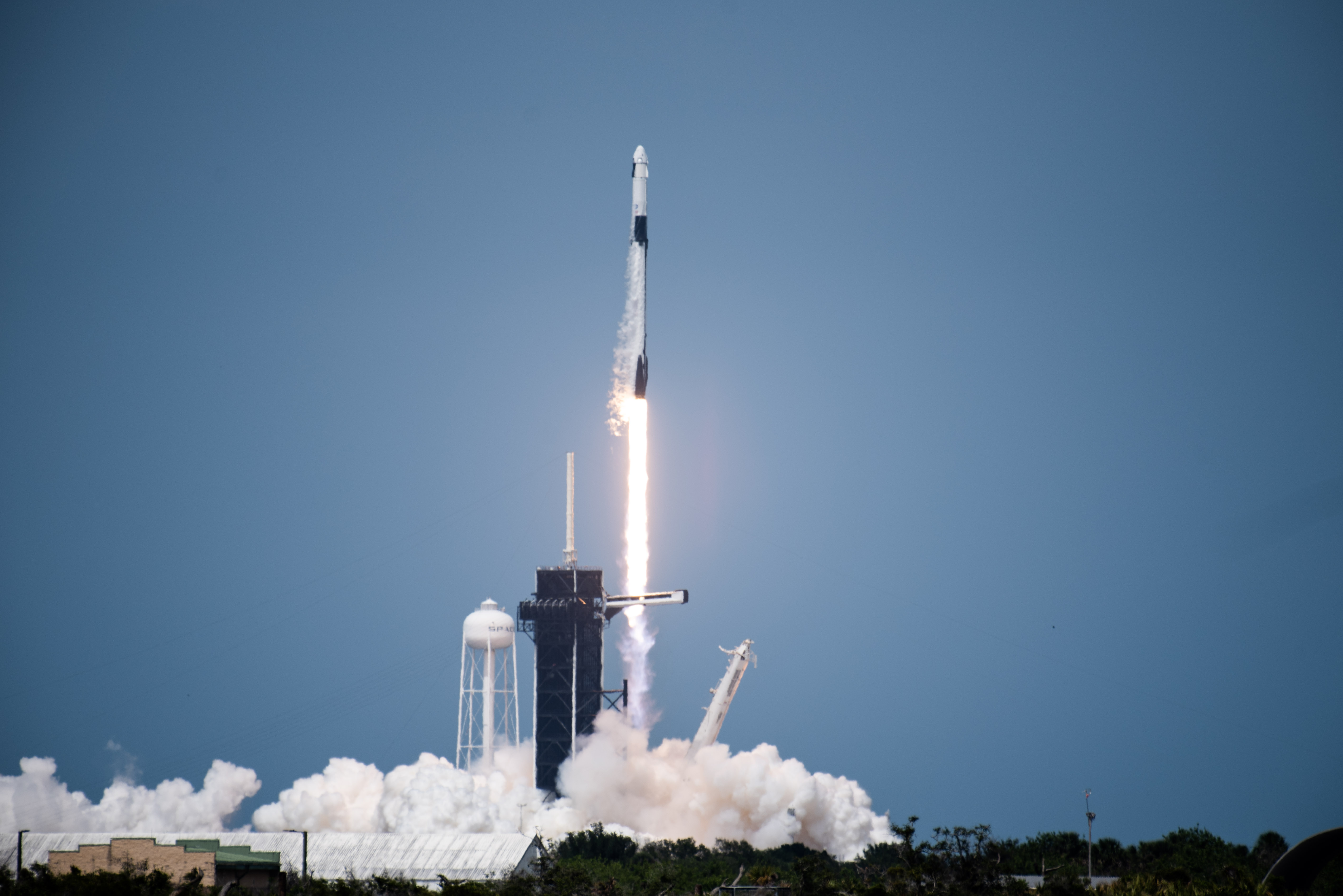
Decollo del Falcon 9 dal Pad 39A del John F. Kennedy Space Center

La missione Demo 2 ha avuto lo scopo di completare il processo di convalida per le operazioni di certificazione del volo spaziale umano sulla navicella Crew Dragon di SpaceX. Il volo dimostrativo ha consentito la certificazione umana della Crew Dragon, del razzo Falcon 9, del sistema di trasporto dell'equipaggio, della rampa di lancio e delle capacità di SpaceX. La missione ha incluso i test svolti dagli astronauti sui sistemi della Crew Dragon in orbita.

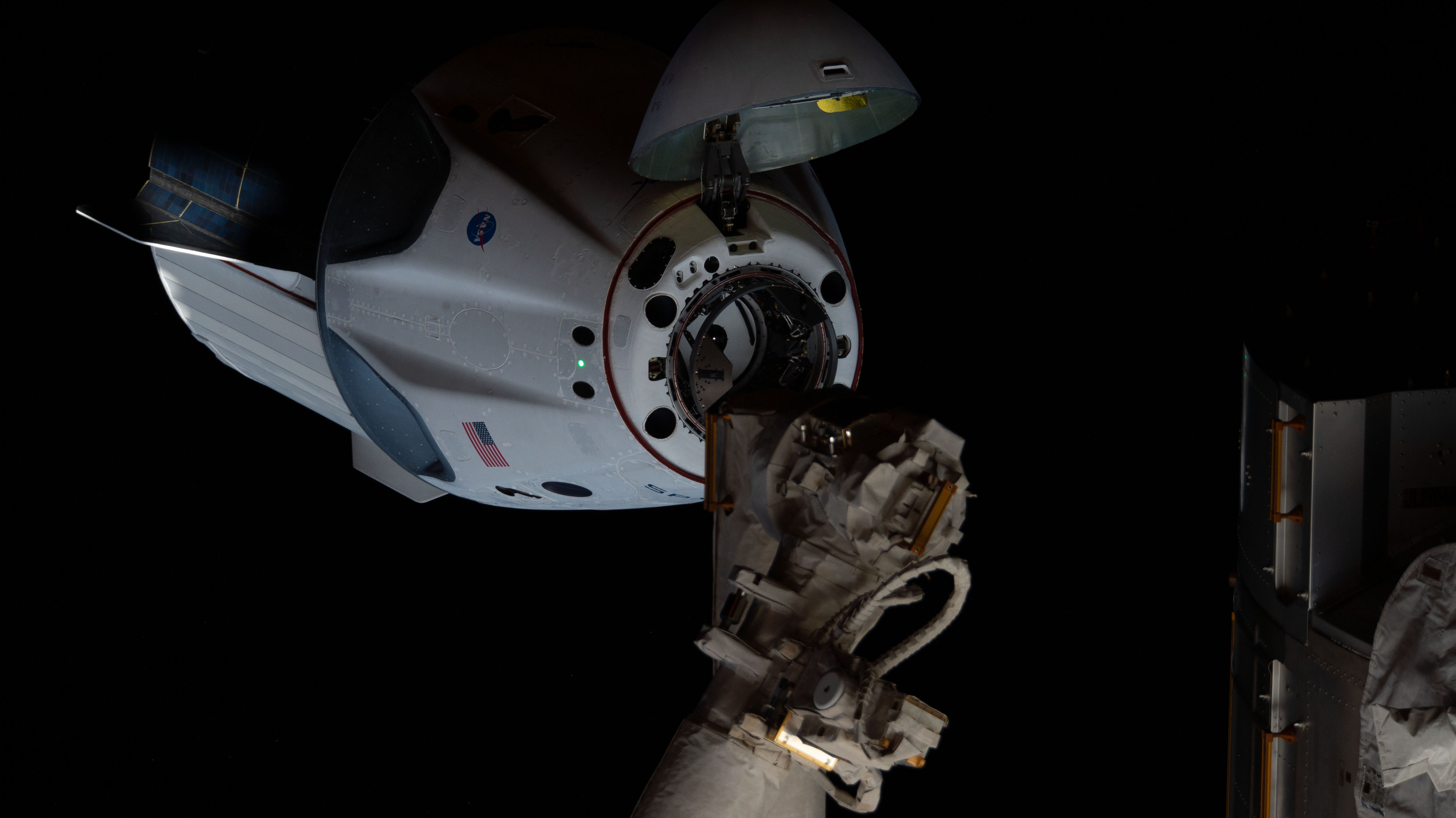
Crew Dragon in fase di attracco alla porta frontale del modulo Harmony

La capsula Crew Dragon Endeavour è stata lanciata a bordo del razzo Falcon 9 dalla rampa di lancio LC-39A del Kennedy Space Center, in Florida, il 30 maggio. Il lancio era previsto per mercoledì 27 maggio 2020 alle ore 20:32 UTC ma è stato poi posticipato a causa delle condizioni meteorologiche avverse a sabato 30 maggio 2020 alle 19:22 UTC. Circa 9 minuti dopo il lancio il primo stadio del Falcon 9 è atterrato autonomamente sulla chiatta galleggiante Of Course I Still Love You che era posizionata nell'Oceano Atlantico, a circa 44 chilometri dalla costa orientale della Florida.
Dopo 12 minuti dal lancio la capsula si è sganciata con successo dal secondo stadio del Falcon 9. Gli astronauti Bob Behnken e Doug Hurley hanno così viaggiato per circa 19 ore a bordo di Crew Dragon per raggiungere la stessa orbita della ISS, e avviare l’avvicinamento alla Stazione. Durante il loro viaggio verso la ISS, gli astronauti hanno verificato il funzionamento del sistema vitale della capsula, il touch screen dello schermo e della gestione dei controlli manuali. Inoltre su esplicita richiesta della NASA, sempre durante il viaggio, gli astronauti hanno monitorato tutti i sistemi di navigazione, soprattutto il Tracking and Data Relay Satellite (TDRS), per evitare gli stessi problemi avuti dalla Starliner della Boeing.
A 150 mt di distanza dalla ISS gli astronauti hanno simulato un guasto al sistema di navigazione della capsula, effettuando così l'avvicinamento in modalità manuale. L’attracco finale alla ISS invece è stato eseguito in maniera automatica dalla Dragon. Per la prima volta gli astronauti hanno gestito i sistemi di navigazione attraverso un grande schermo, il quale ha mostrato costantemente lo stato della capsula in modo molto più semplice rispetto agli altri veicoli che hanno visitato la ISS. L'attracco è avvenuto il 31 Maggio al PMA-2/IDA-2 posto nel boccaporto anteriore del modulo Harmony alle ore 14:17 UTC con tre minuti di anticipo: tutto è andato come previsto. Il portello della Crew Dragon "Endeavour" della SpaceX, la prima navetta privata a fare da "taxi" per astronauti verso la ISS, si è aperto alle 17:02 UTC.
Successivamente, mentre Endeavour era attraccata alla ISS, gli astronauti Behnken e Hurley hanno testato i sistemi di comunicazione tra la Dragon e la ISS e tra la Dragon e le altre navette attraccate alla ISS, inoltre hanno testato e monitorato le batterie di bordo e i pannelli solari, quest'ultimi la parte più soggetta a deterioramento dell’intera capsula. Stando alle prime dichiarazioni i pannelli solari della Dragon producevano più energia di quella che i tecnici della SpaceX si aspettassero. Durante la permanenza in orbita della navetta Endeavour, Christopher Cassidy e Anatolij Ivanišin insieme a Bob Behnken, Doug Hurley, in vista dei futuri viaggi con a bordo 4 astronauti hanno trascorso circa un’ora a bordo della Endeavour, effettuando diverse operazioni, come la chiusura del portellone e lo spostamento dei carichi. Inoltre è stato eseguito un importante test in micro gravità sull'utilizzo della toilette di cui è dotata la capsula Dragon di SpaceX, questo test poteva essere eseguito solamente in condizioni di microgravità.
Oltre a operazioni riguardanti la Crew Dragon, Hurley e Behnken unitisi Expedition 63 hanno svolto manutenzione e esperimenti a bordo della ISS. A tal proposito durante la permanenza a bordo della ISS dell'equipaggio Demo 2 sono state effettuate da parte di Behnken insieme a Cassidy (comandante della ISS) quattro attività extraveicolari per la sostituzione delle batterie della ISS iniziata nel 2017.
Domenica 2 agosto 2020 alle 1:34 UTC la capsula ha cominciato la procedura di separazione della ISS. La manovra di deorbitazione è iniziata attorno alle 17:55 UTC quando Endeavour si è separata dal suo trunk ormai inutile, destinato a distruggersi in atmosfera. Alle 18:00 UTC i 4 propulsori Draco frontali si sono accesi per circa dieci minuti, per abbassare la sua quota e la sua velocità orbitale quanto necessario per attraversare gli strati più esterni dell’atmosfera. Al termine del deorbit burn è avvenuta la chiusura del nose cone.
L'ammaraggio è avvenuto alle 18:48 UTC nel Golfo del Messico al largo della città di Pensacola, in Florida, come previsto. Nei minuti successivi la navetta è stata sollevata a bordo della nave da recupero Go Navigator e alle 19:59 UTC è stato aperto il portello per far sbarcare gli astronauti in tutta sicurezza. Durante questa fase è stato accumulato un lieve ritardo a causa di tracce residue di sostanze potenzialmente tossiche provenienti dagli esausti dei motori, che sono state poi completamente eliminate.

## Bandiera statunitense della STS-1 e STS-135

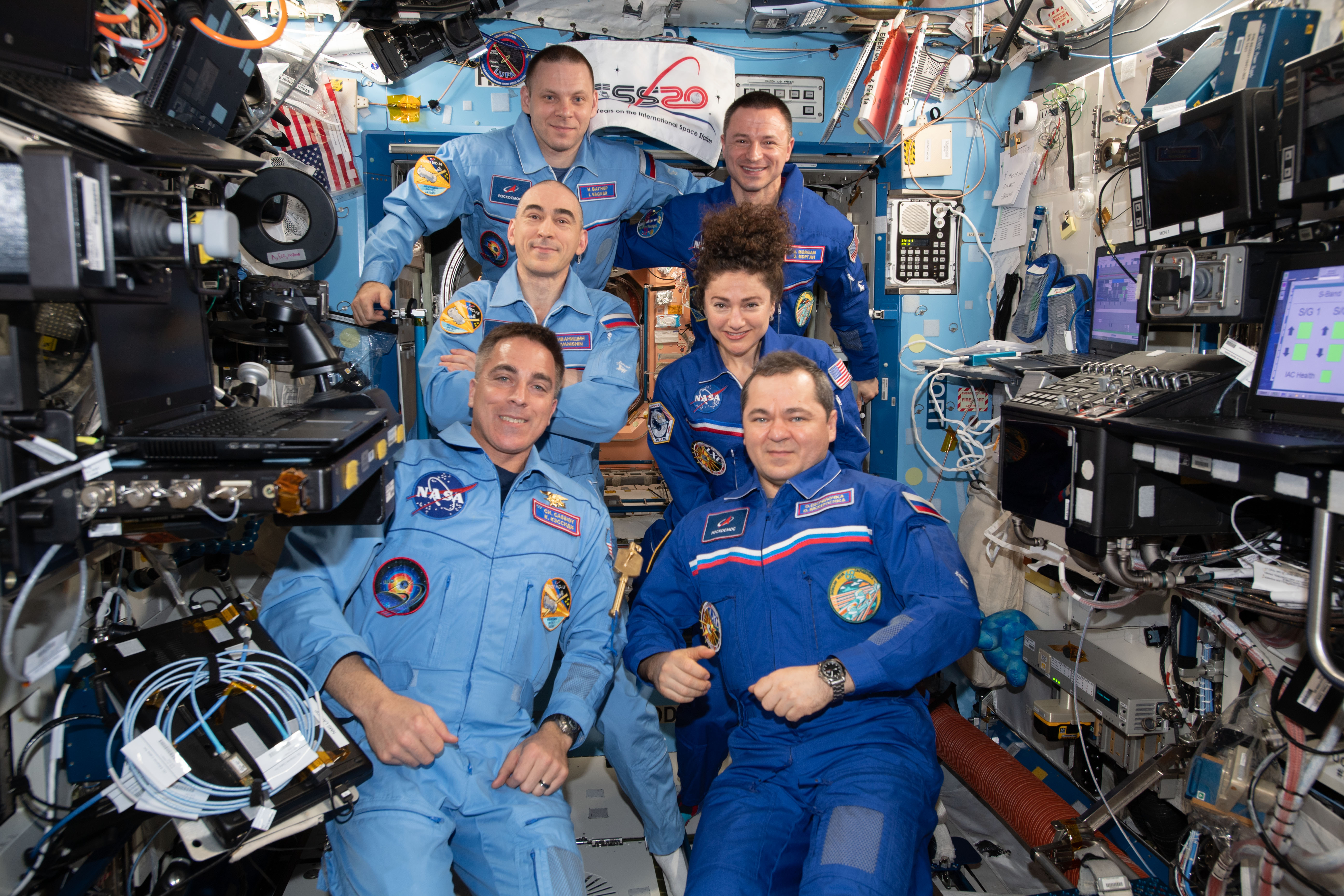
La bandiera vista in alto a sinistra ad aprile 2020

Nell'aprile del 1981 quando lo Shuttle Columbia partì per la prima missione del programma, l'STS-1, portò a bordo mille bandiere americane delle dimensioni 20 cm x 30 cm. Una di queste bandiere venne conservata fino al luglio 2011 quando tornò nello spazio a bordo dell'ultima missione del programma, l'STS-135. Poco prima di tornare sulla Terra, l'equipaggio della STS-135, di cui faceva parte anche l'astronauta Douglas Hurley, posizionò la bandiera nel boccaporto anteriore del modulo Harmony, tra gli adesivi dell'STS-1 e dell'STS-135. La bandiera sarebbe rimasta lì in attesa del prossimo equipaggio ad essere lanciato dal Kennedy Space Center; in quel momento si pensava sarebbero passati pochi anni ma il tempo passava e il lancio veniva posticipato di anno in anno.
La bandiera nel tempo venne spostata da una parte all'altra della Stazione spaziale internazionale, cambiando posizione innumerevoli volte. Intorno al 2014 il Centro di controllo missione di Houston chiese all'allora astronauta americano a bordo e comandante della ISS Butch Wilmore di posizionare la bandiera in un posto sicuro all'interno di un Crew Transfer Bag (CTB) in modo che non andasse persa inavvertitamente. Tre anni dopo, all'inizio del 2018, l'astronauta NASA Scott Tingle che si trovava sulla ISS ricevette da Houston il compito di cercare la bandiera. Con gli altri astronauti a bordo cercarono la bandiera per diverse settimane durante il loro tempo libero ma non la trovarono; precisamente, vennero trovate numerose bandiere durante questa ricerca ma gli astronauti non avevano la certezza di aver trovato la bandiera giusta. A quel punto contattarono Wilmore per farsi dire la corretta posizione del CTB; Wilmore l'aveva posizionata al margini del modulo Unity ed è lì che venne trovata, nascosta sotto altri CTB. Tingle allora decise di aggiungerci un'etichetta alla busta dentro la quale era racchiusa per non essere più confusa con le altre bandiere: "Flown on STS-1 & STS-135" e "Only to be removed by crew launching from KSC". Da quel momento venne posizionata in bella vista nel modulo Destiny. Fino a dicembre 2019 non si sapeva chi avrebbe ottenuto la bandiera, se l'equipaggio di Boeing o di SpaceX, di cui fanno parte rispettivamente il comandante (Christopher Ferguson) e il pilota (Douglas Hurley) della STS-135, ma a causa del primo volo di prova della navicella Starliner non andato come previsto, l'equipaggio di SpaceX Demo 2 ha avuto l'onore di riportare a terra la bandiera.
Alle 15:15 UTC di sabato 1º agosto si è tenuta la cerimonia di saluto a Behnken e Hurley da parte dell’equipaggio della ISS composto da Christopher Cassidy, Anatolij Ivanišin e Ivan Vagner. Durante la cerimonia Douglas Hurley ha preso in consegna la bandiera americana lasciata sulla ISS dallo stesso astronauta 9 anni prima. SpaceX ha quindi mantenuto quella promessa che voleva che la bandiera fosse riportata a terra da una delle due capsule realizzate per il Commercial Crew Program e partite dal John F. Kennedy Space Center.

## Galleria d'immagini

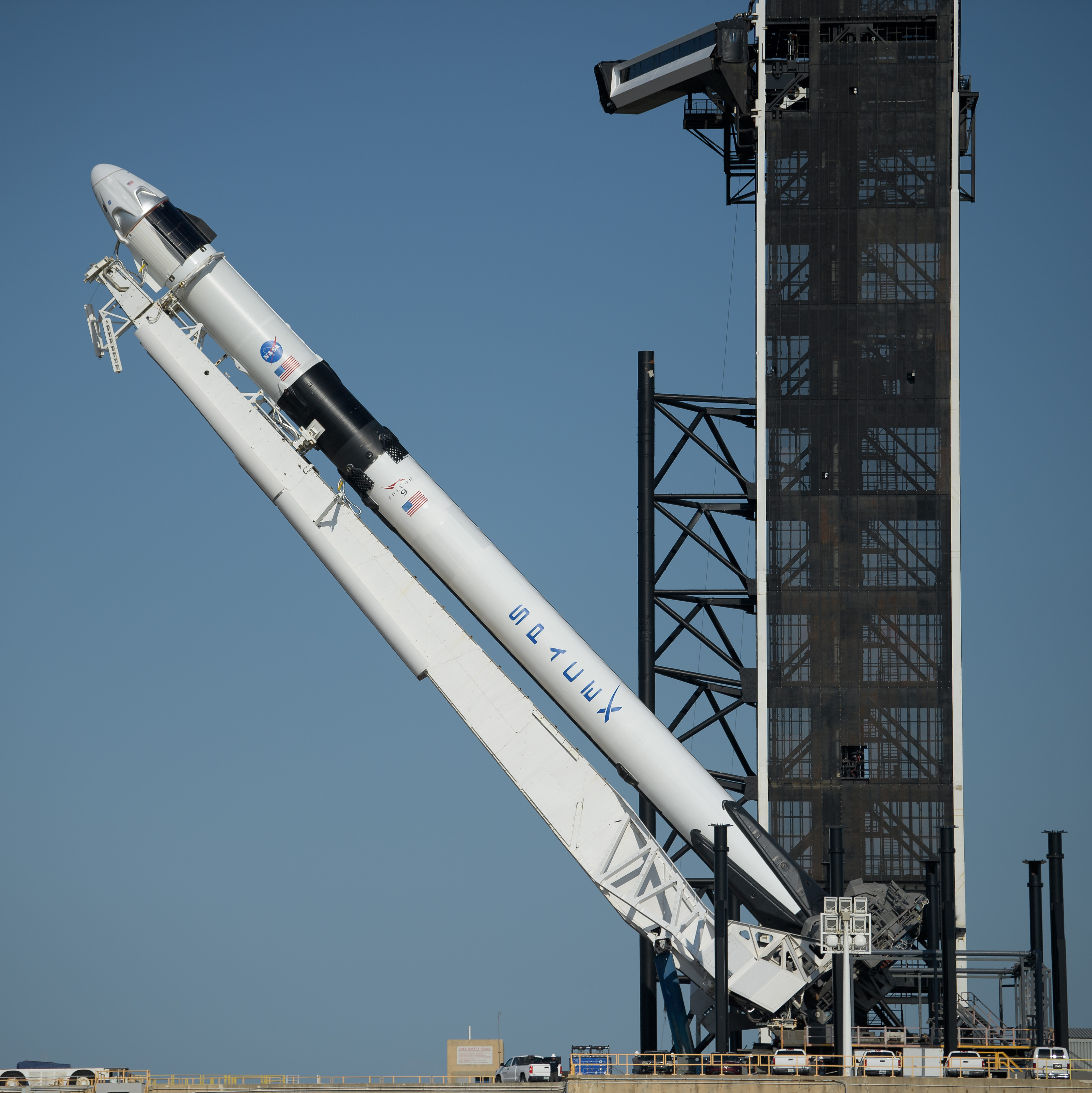
Sollevamento del Falcon 9 presso il Pad 39A del John F. Kennedy Space Center
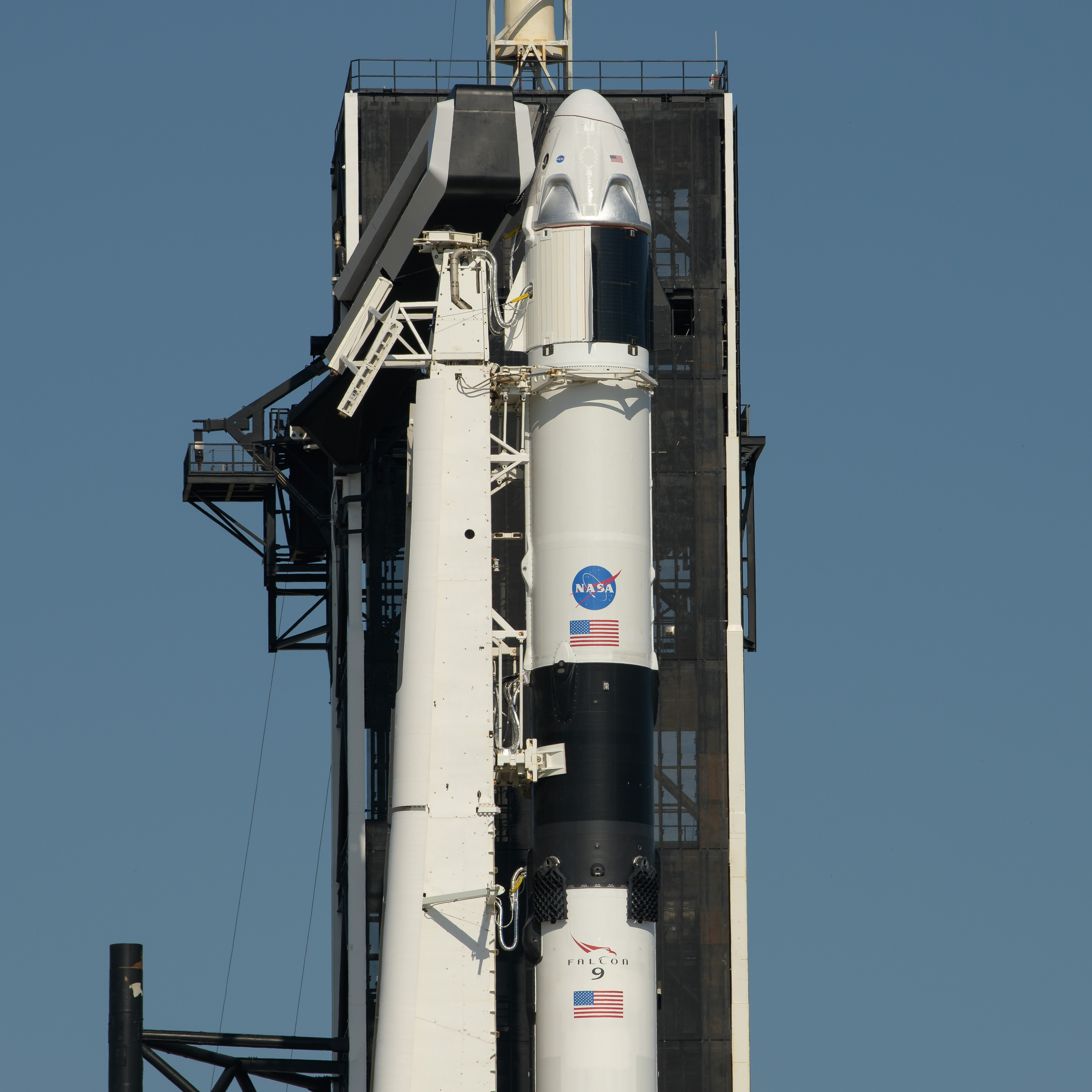
Falcon 9 posizionato sul Pad 39A del John F. Kennedy Space Center
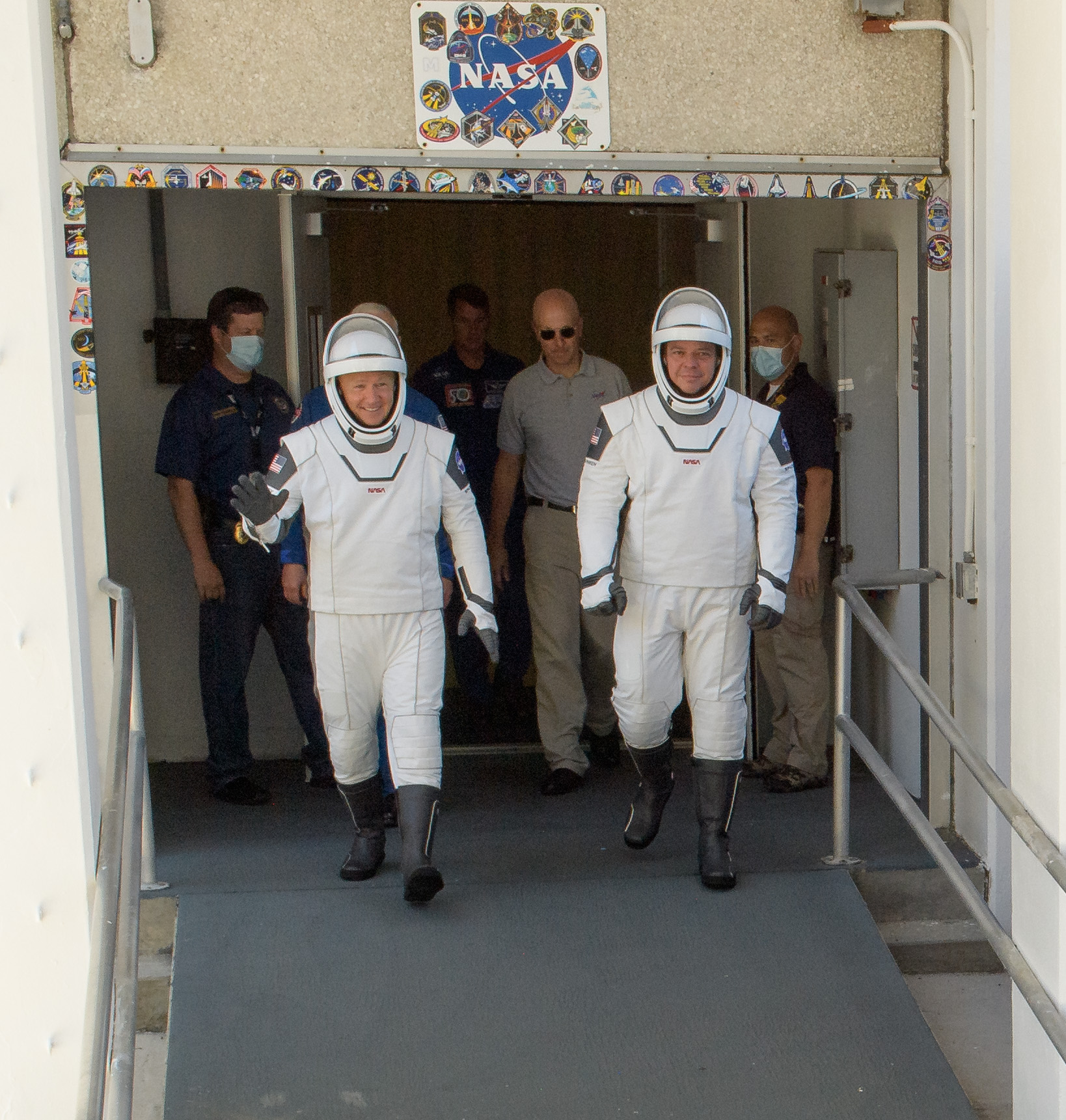
Gli astronauti della Nasa Douglas Hurley, a sinistra, e Robert Behnken, indossando tute spaziali SpaceX, sono visti mentre escono dal Neil Armstrong Operations and Checkout Building
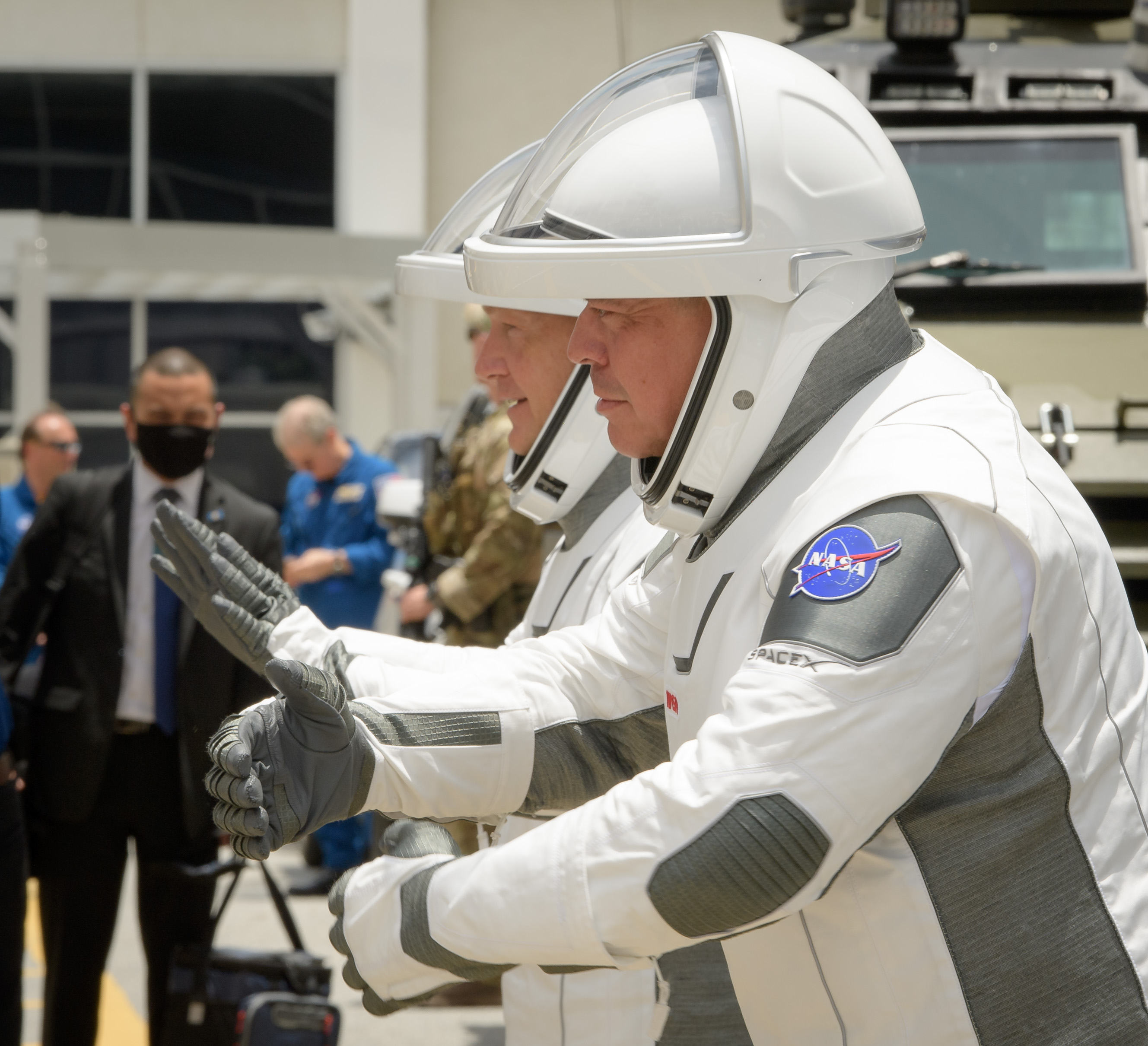
Gli astronauti della NASA Douglas Hurley, a sinistra, e Robert Behnken, indossando tute spaziali SpaceX, danno alle loro famiglie abbracci virtuali mentre si preparano a partire
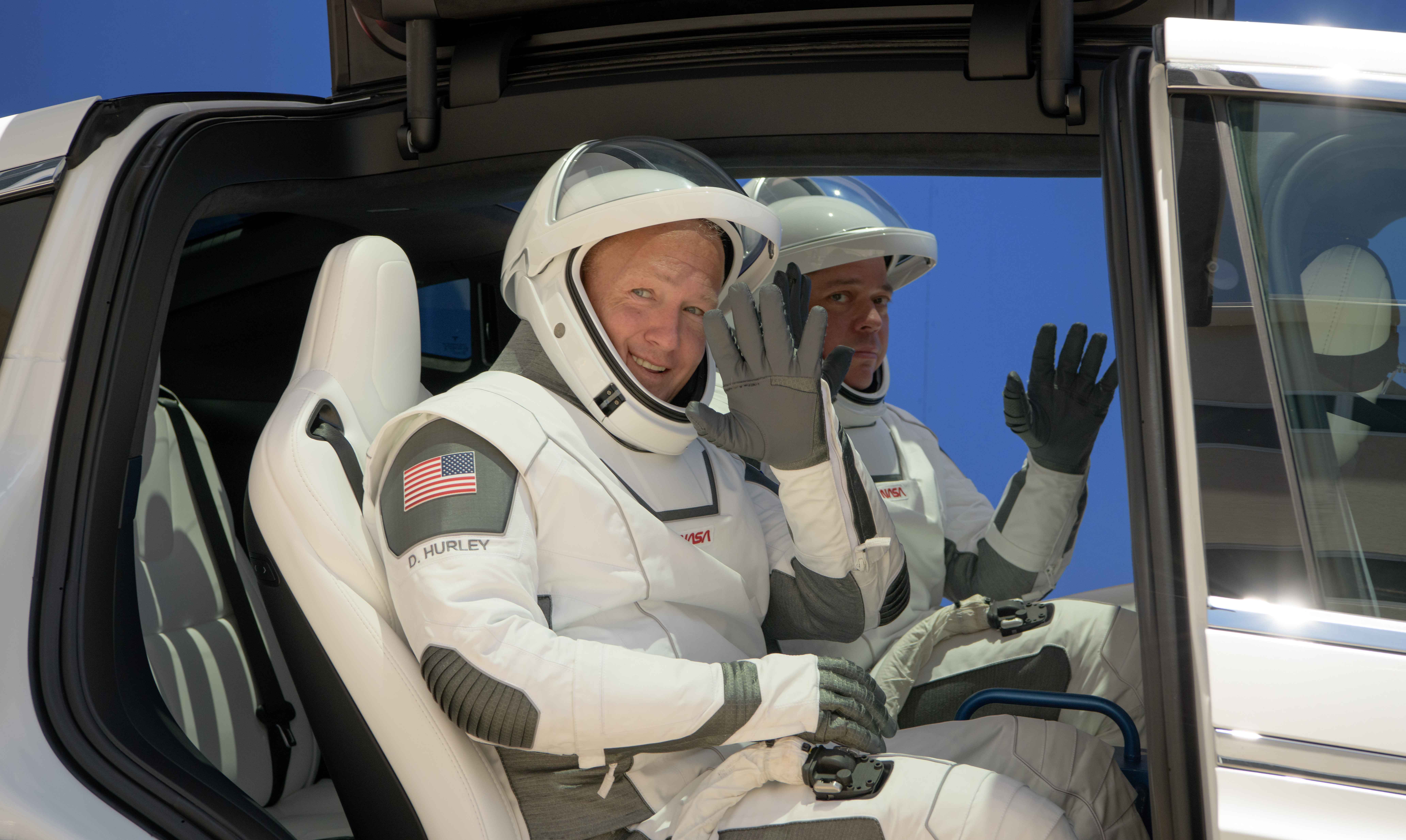
Gli astronauti a bordo della Tesla X salutano un'ultima volta i familiari prima di essere portati al Pad di lancio 39A del John F. Kennedy Space Center.
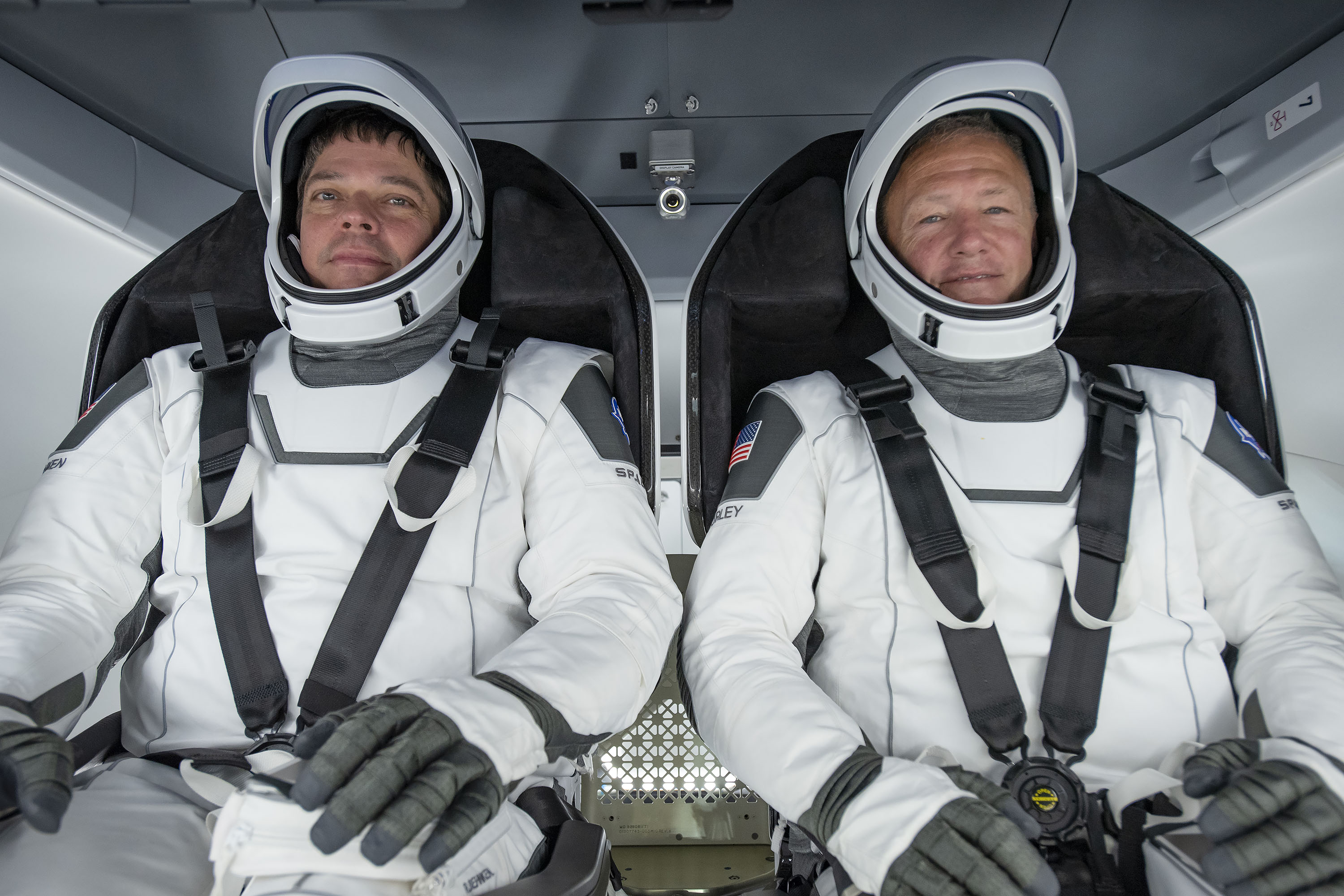
L'equipaggio all'interno della capsula Crew Dragon poco prima di posizionare i sedili in posizione di Lancio
- Gli astronauti della NASA Robert Behnken e Douglas Hurley accompagnano gli spettatori in un tour della navicella spaziale SpaceX Crew Dragon che li porterà in un viaggio di 19 ore nella loro nuova casa in orbita
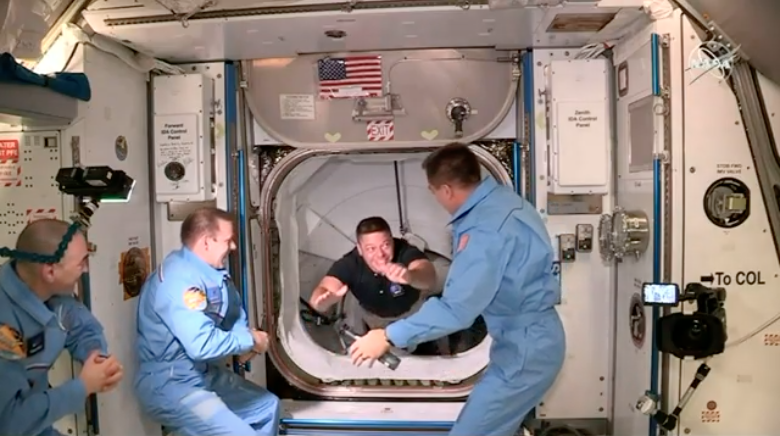
Robert Behnken entra nella Stazione spaziale internazionale, con Anatoli Ivanishin, Ivan Vagner e Christopher Cassidy ad aspettarlo dopo l'attracco della Crew Dragon avvenuto domenica mattina EDT, 31 maggio 2020
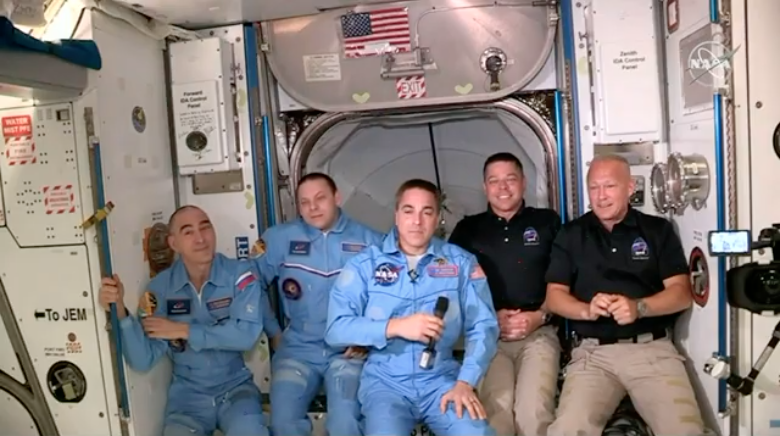
Da Sx Anatoli Ivanishin, Ivan Vagner e Christopher Cassidy danno il benvenuto a Robert Behnken e Douglas Hurley alla Stazione spaziale internazionale.
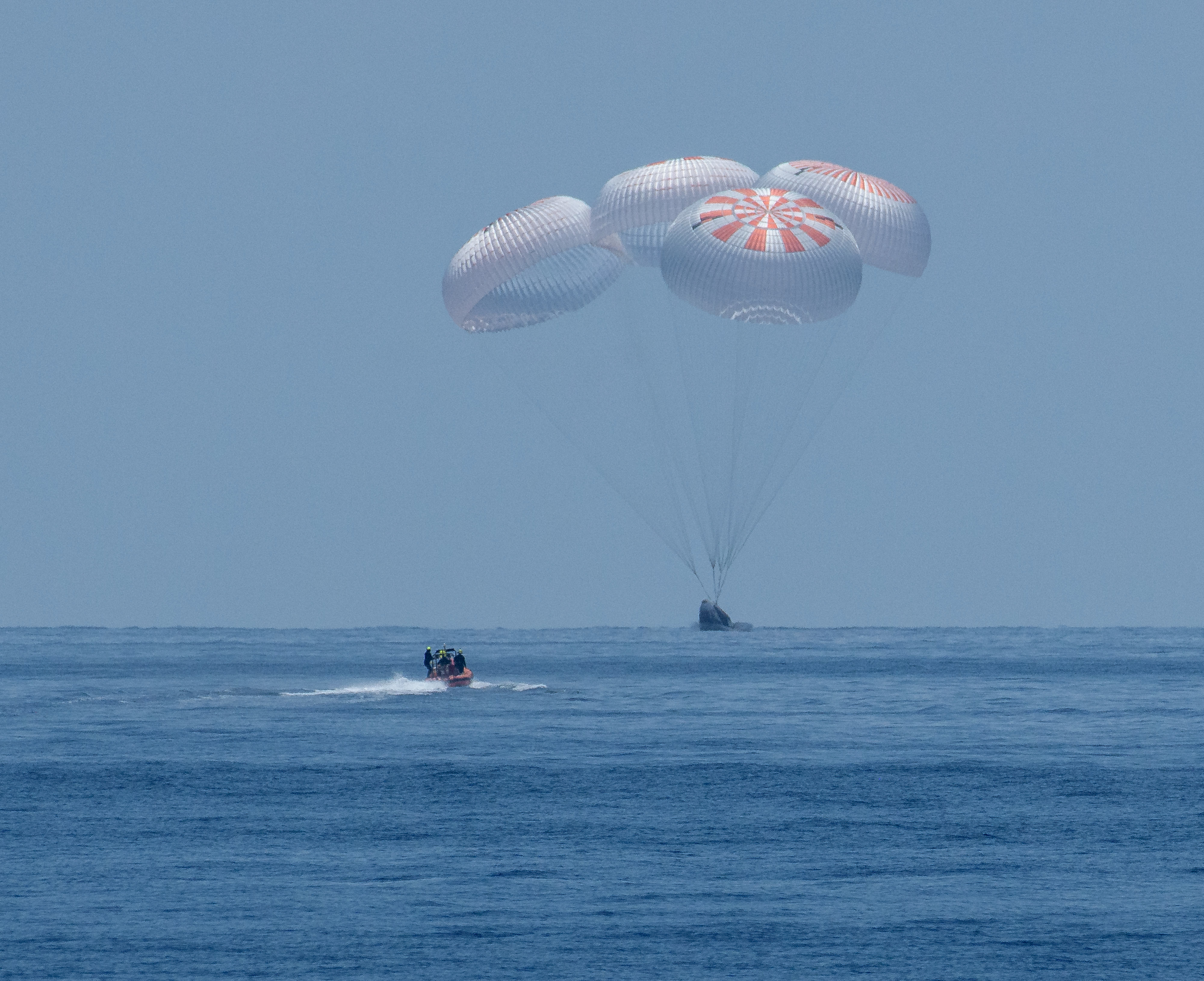
Ammaraggio della Crew Dragon Endeavour nel Golfo del Messico
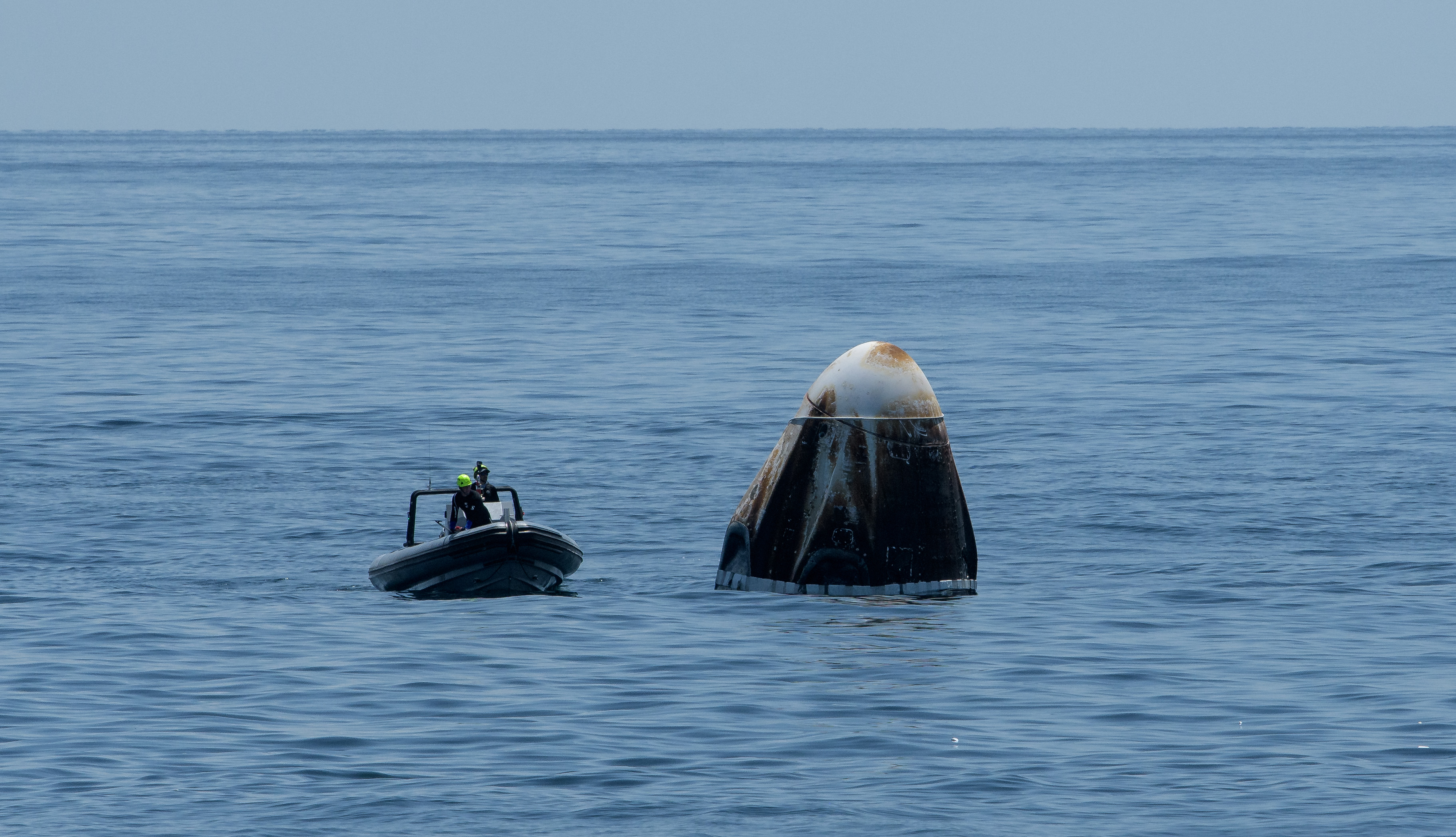
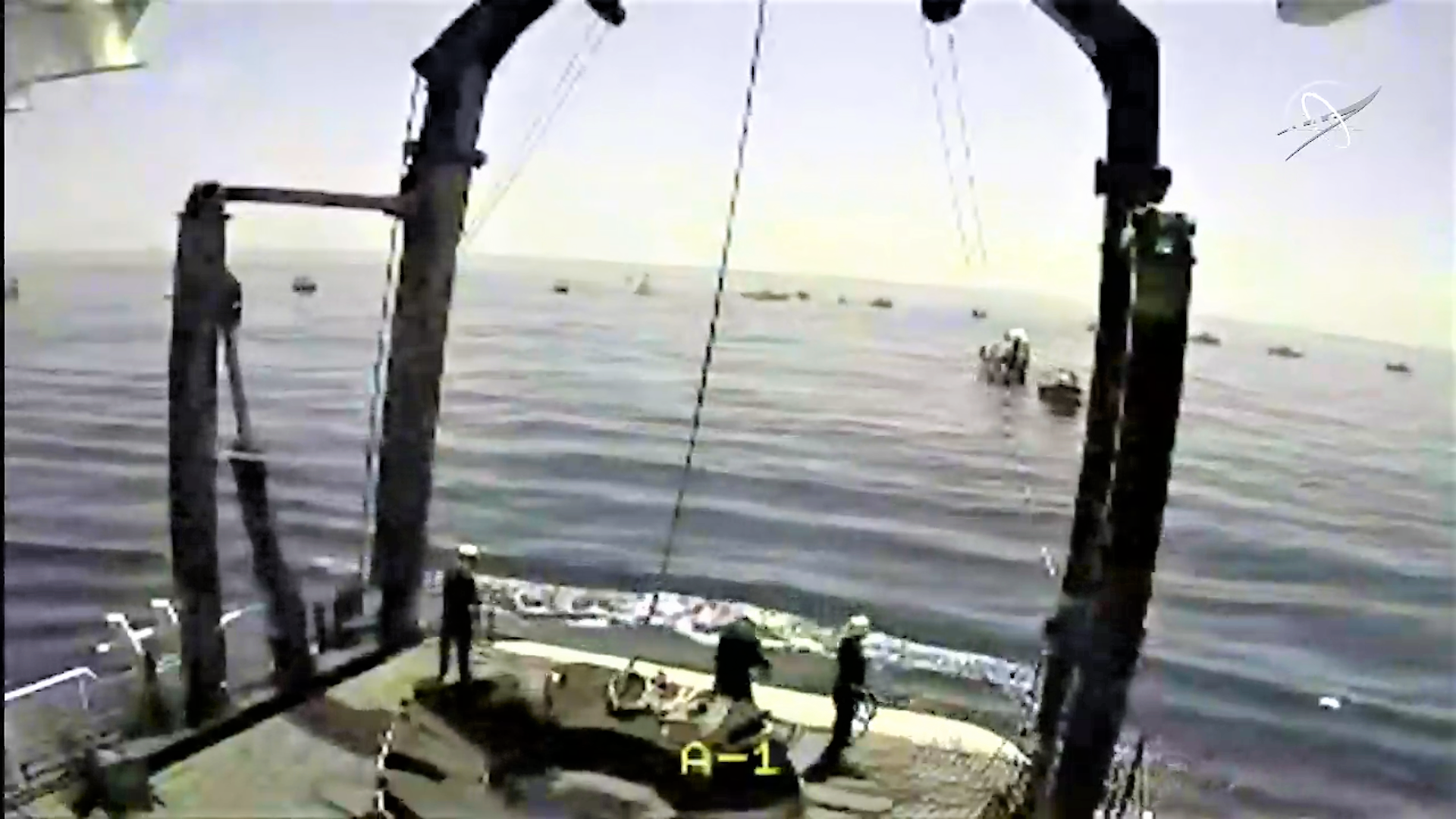
La Crew Dragon Endeavour viene trainata verso la nave di recupero Go Navigator
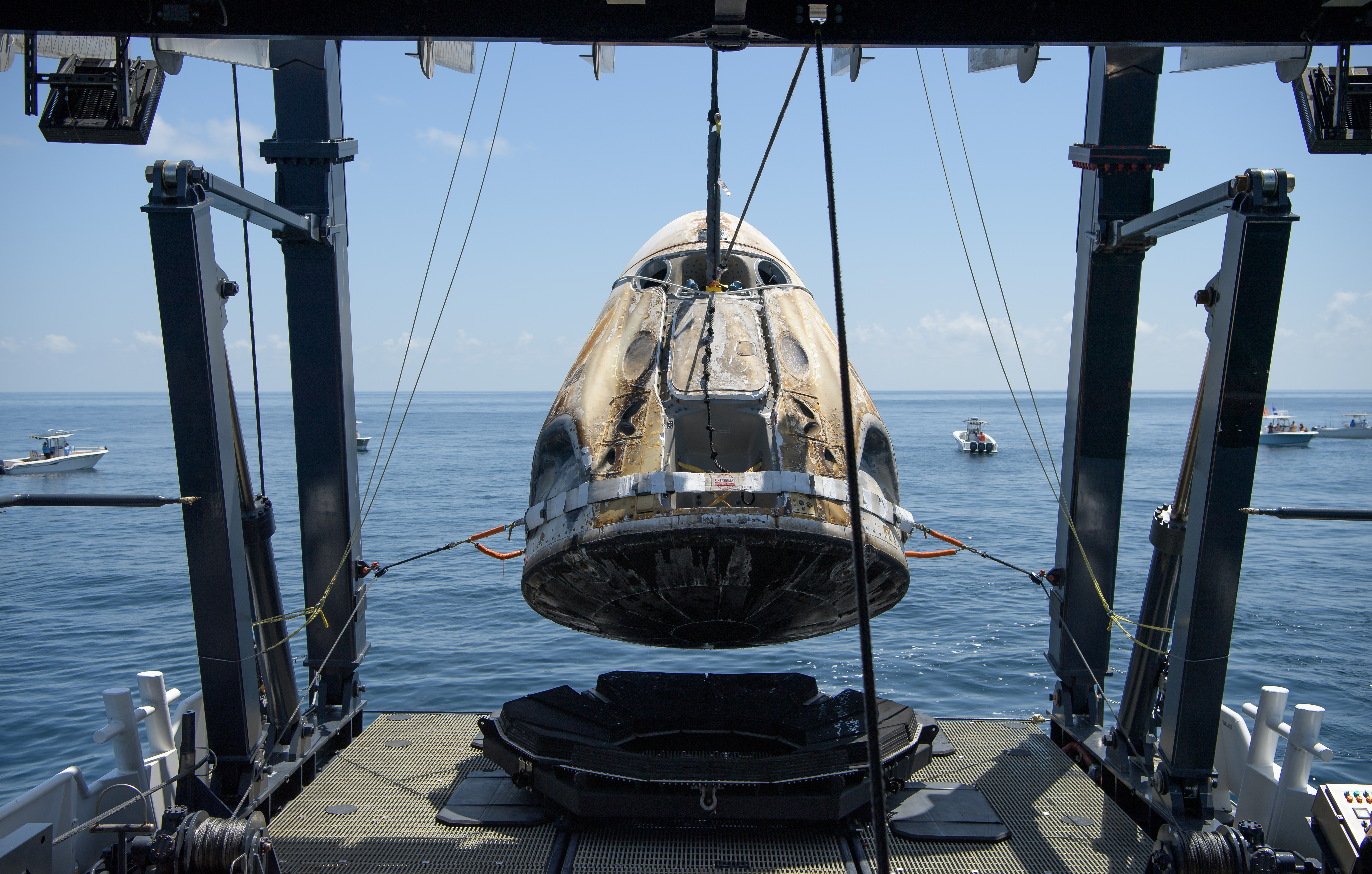
La navicella spaziale Dragon Endeavour di SpaceX viene sollevata con gli astronauti NASA Robert Behnken e Douglas Hurley a bordo sulla nave di recupero GO Navigator della SpaceX poco dopo l'ammaraggio.
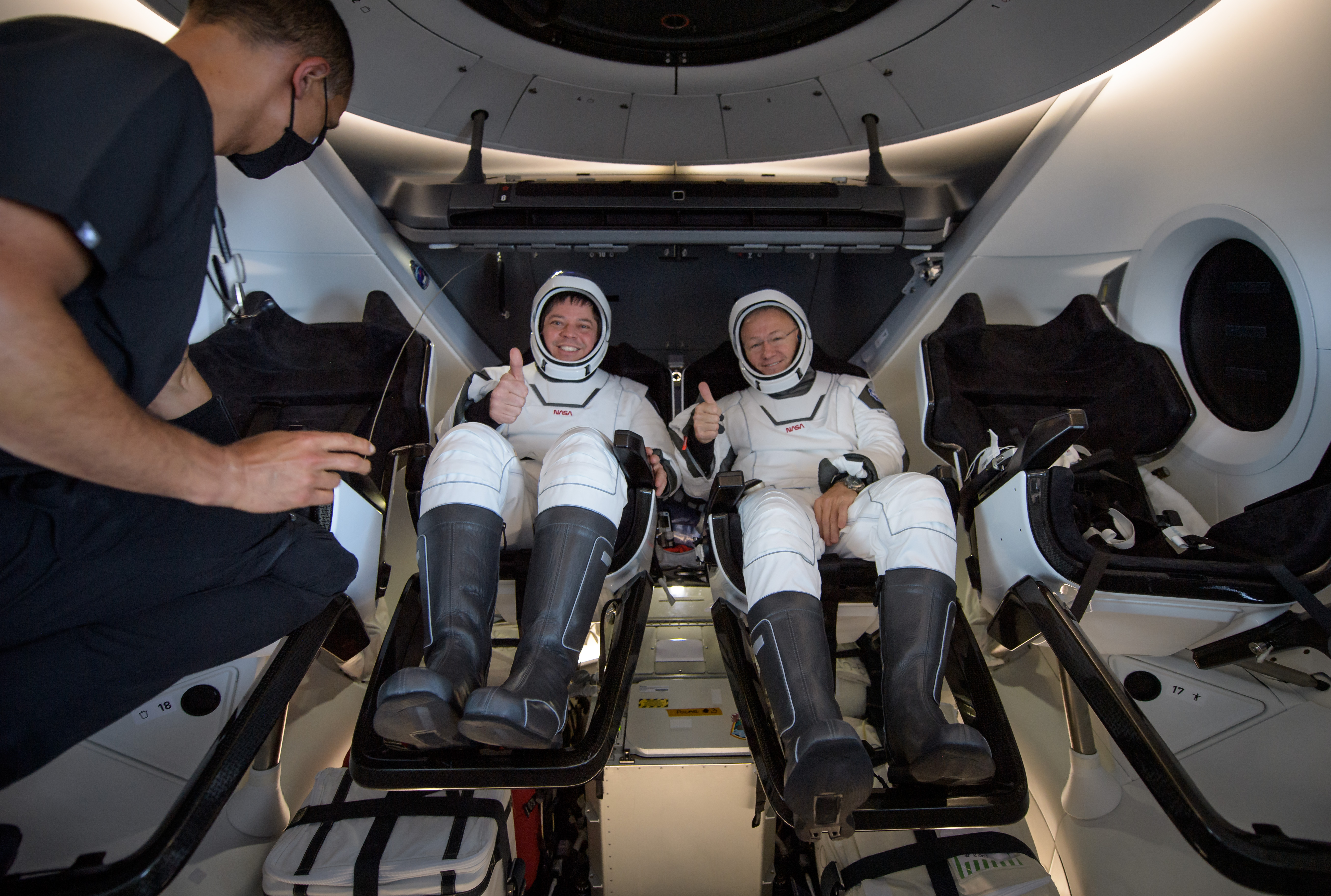
Gli astronauti della NASA Robert Behnken, a sinistra e Douglas Hurley sono visti all'interno della navicella spaziale SpaceX Crew Dragon Endeavour a bordo della nave di recupero SpaceX GO Navigator poco dopo essere atterrata nel Golfo del Messico al largo della costa di Pensacola, Florida
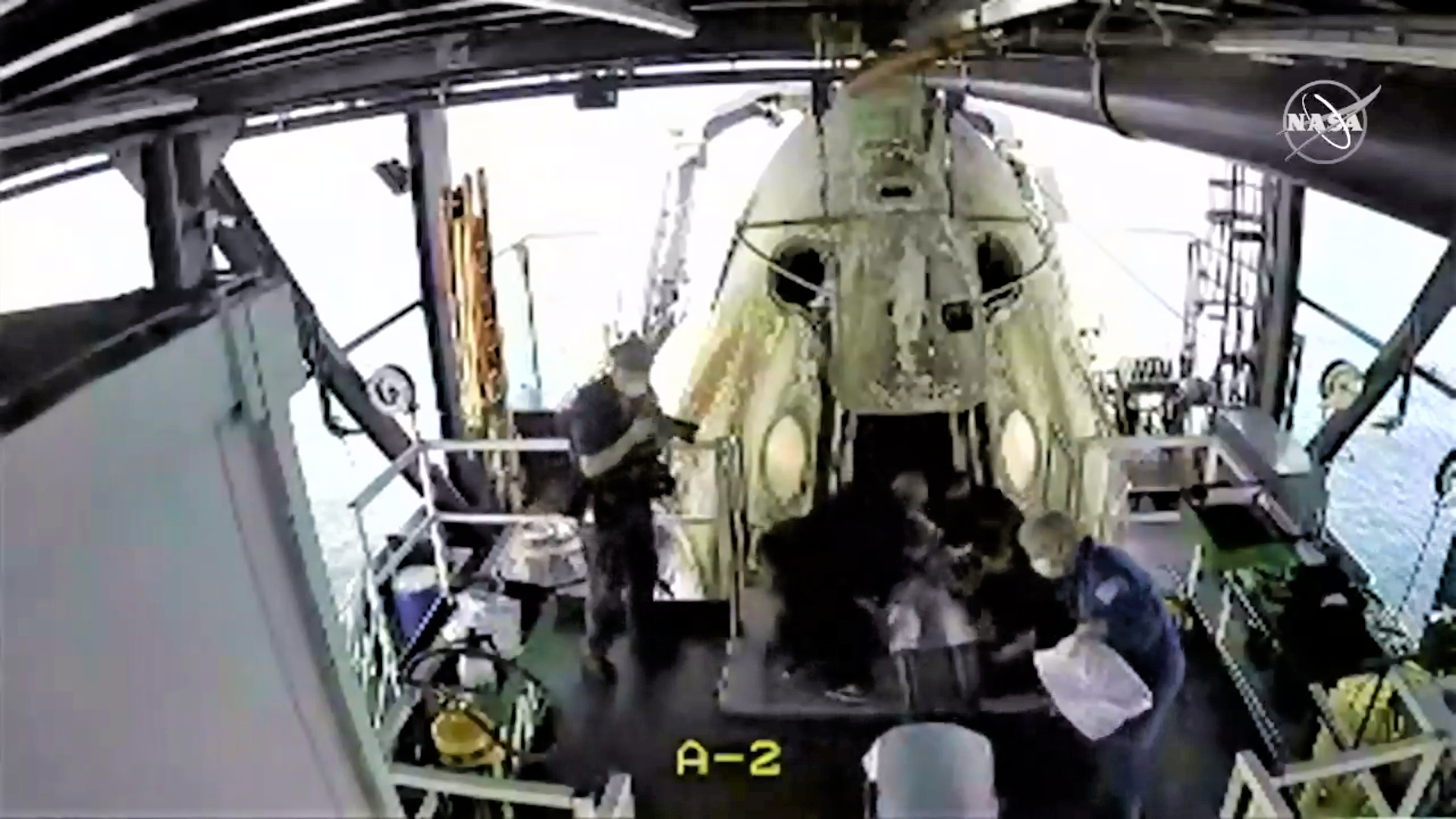
Bob Behnken viene estratto dalla Crew Dragon Endeavour a bordo della nave di recupero Go Navigator di SpaceX